# Orange Walk Central
Orange Walk Central – jednomandatowy okręg wyborczy w wyborach do Izby Reprezentantów, niższej izby parlamentu Belize. Obecnym reprezentantem tego okręgu jest polityk Zjednoczonej Partii Ludowej Juan Antonio Briceño.
Okręg Orange Walk Central znajduje się dystrykcie Orange Walk w północno-zachodniej części kraju.
Utworzony został w roku: 1984.

## Posłowie
| Rok   | Poseł                |  | Partia |
| ----- | -------------------- |  | ------ |
| 1984  | Leliz Carballo       |  | UDP    |
| 1989  | Leopold Briceño      |  | PUP    |
| 1993  | Juan Antonio Briceño |  | PUP    |
| 1998  | Juan Antonio Briceño |  | PUP    |
| 2003  | Juan Antonio Briceño |  | PUP    |
| 2008. | Juan Antonio Briceño |  | PUP    |
| 2012  | Juan Antonio Briceño |  | PUP    |